# Günther Sante
Günther Sante (* 5. Oktober 1920 in Oldenburg; † 7. Januar 1993 ebenda) war ein deutscher Politiker (CDU) und Mitglied des Niedersächsischen Landtags.

## Leben
Sante war der Sohn des oldenburgischen Ministerial-Oberinspektors und langjährigen Mitglieds des oldenburgischen Landtags Wilhelm Sante (1886–1961) und dessen erster Ehefrau Maria geb. Effner (1888–1935).
Nach dem Besuch der Oldenburger Volksschule und Mittelschule absolvierte Günther Sante eine Ausbildung als Rundfunkmechaniker bis 1936. Im Zweiten Weltkrieg leistete er von 1939 bis 1945 Militärdienst beim Heer der Wehrmacht. Er geriet in britische Gefangenschaft. Nach seiner Entlassung arbeitete er ab 1946 wieder in Oldenburg in seinem erlernten Beruf. Im Land Oldenburg engagierte er sich beim Aufbau der CDU.
Vom 20. April 1947 bis 30. April 1951 war er Mitglied des Niedersächsischen Landtages (1. Wahlperiode), ab dem 28. März 1951 als Mitglied der DP/CDU-Fraktion.